# Podarkeopsis brevipalpa
Podarkeopsis brevipalpa är en ringmaskart. Podarkeopsis brevipalpa ingår i släktet Podarkeopsis och familjen Hesionidae. Inga underarter finns listade i Catalogue of Life.